# Клесівський район
Клесівський район — колишнє адміністративне утворення у складі Ровенської області Української РСР з центром у смт Клесів.

## Історія
Указом Президії Верховної Ради Української РСР від 1 січня 1940 року в Ровенській області утворюються 30 районів, серед них — Клесівський з центром в смт Клесів.
1 вересня 1941 року німецька влада включила серед інших Клесівський район до складу новоствореного Сарненського ґебіту генеральної округи Волинь-Поділля Райхскомісаріату Україна.
В першій половині 1944 року відновлено довоєнний адміністративний поділ області.
Указом Президії ВР УРСР від 21 січня 1959 року «Про ліквідацію деяких районів Рівненської області» ліквідовуються 11 районів Ровенської області, серед яких Клесівський район. Його територія включена до складу Рокитнівського і Сарненського районів.

## Населення
У 1945 році поляки становили 25 % населення району. На кінець 1945 року з Польщі до Клесівського району за планом мали переселити 2580 осіб.